# Мускатна тиква
Мускатните тикви (наричани и тикви цигулки или само цигулки) (Cucurbita moschata) са вид двусемеделни растения от семейство Тиквови (Cucurbitaceae).
Първоначално са разпространени в Централна и северните части на Южна Америка, но днес се отглеждат като земеделска култура по целия свят, като има множество различни сортове. Те обикновено са по-устойчиви към влажен и горещ климат от другите два често отглеждани вида тикви – бялата (C. maxima) и Твърдокората тиква (C. pepo).